# Sevelen
Sevelen egy svájci település a Sankt Gallen kantonjához tartozó Werdenberg kerületben található.

## Földrajz
A svájci-liechtensteini határon fekszik. A vele szomszádos települések: Buchs, Grabs, Triesen (Liechtenstein), Vaduz (Liechtenstein), Walenstadt és Wartau.